# 2,5-𫫇唑烷二酮
甘氨酸N-羧酸酐（英语：Glycine N-carboxyanhydride），也叫2,5-𫫇唑烷二酮（2,5-Oxazolidinedione），是一种有机化合物，化学式为HNCH(CO)2O。无色固体，是甘氨酸光气化的产物。甘氨酸N-羧酸酐是氨基酸N-羧酸酐中最简单的成员。它也是2,5-𫫇唑烷二酮杂环家族的母体。

## 其它衍生物
2,5-𫫇唑烷二酮也可以由氨基酸的席夫碱衍生物制备。